# Rampa przeładunkowa

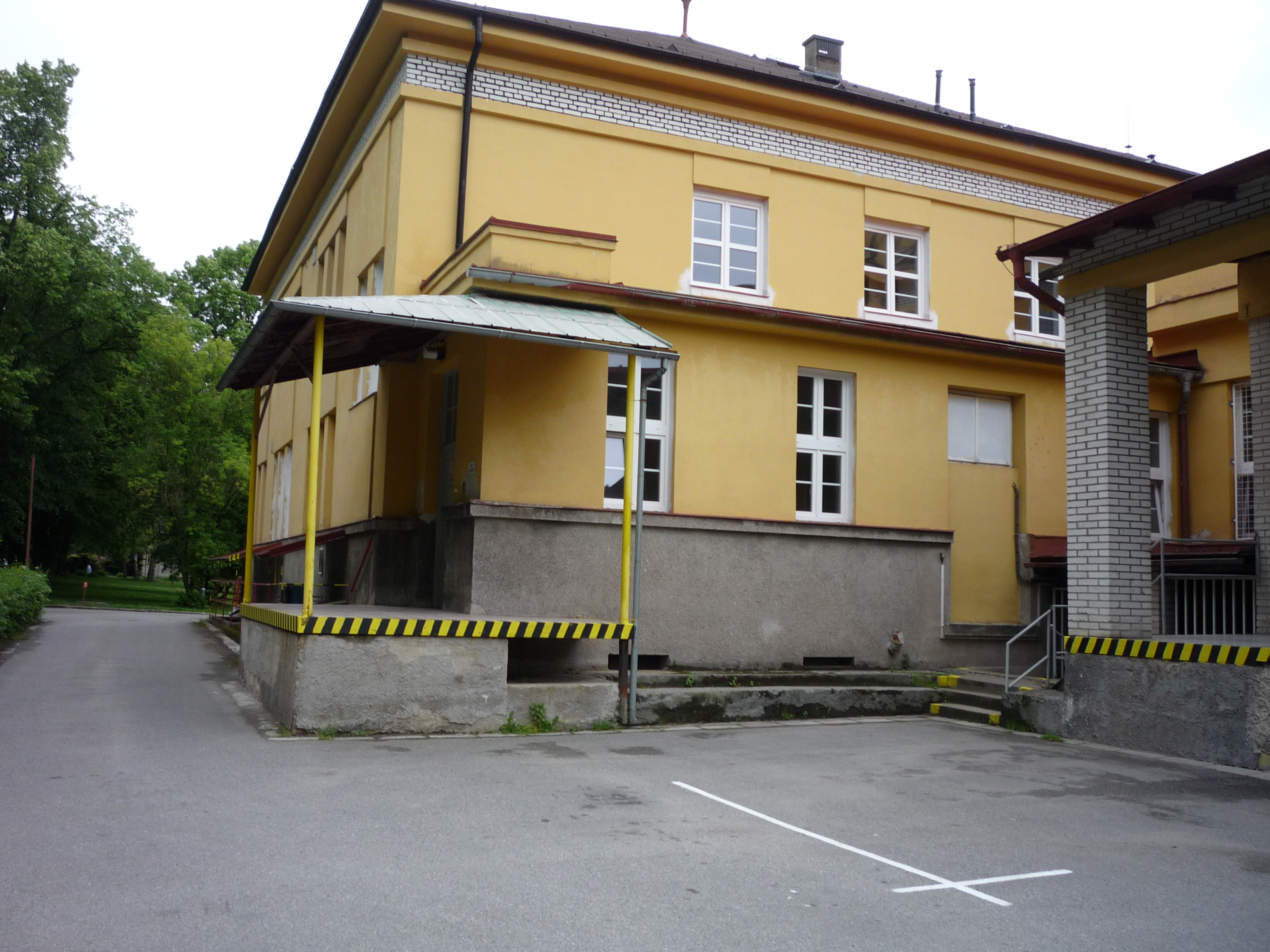
Rampa towarowa

Rampa przeładunkowa – konstrukcja przeznaczona do kompensowania różnicy wysokości między platformą ładunkową pojazdu ciężarowego, a np. posadzką magazynu. Dzięki rampom przeładunkowym zapewniony jest szybki i łatwy podjazd wózków widłowych do platformy ładunkowej pojazdu. Wyróżnia się m.in. rampy kolejowe i samochodowe.